# Calathea mirabilis
Calathea mirabilis är en strimbladsväxtart som beskrevs av Jacob-makoy och Charles Jacques Édouard Morren. Calathea mirabilis ingår i släktet Calathea och familjen strimbladsväxter. Inga underarter finns listade.

## Bildgalleri

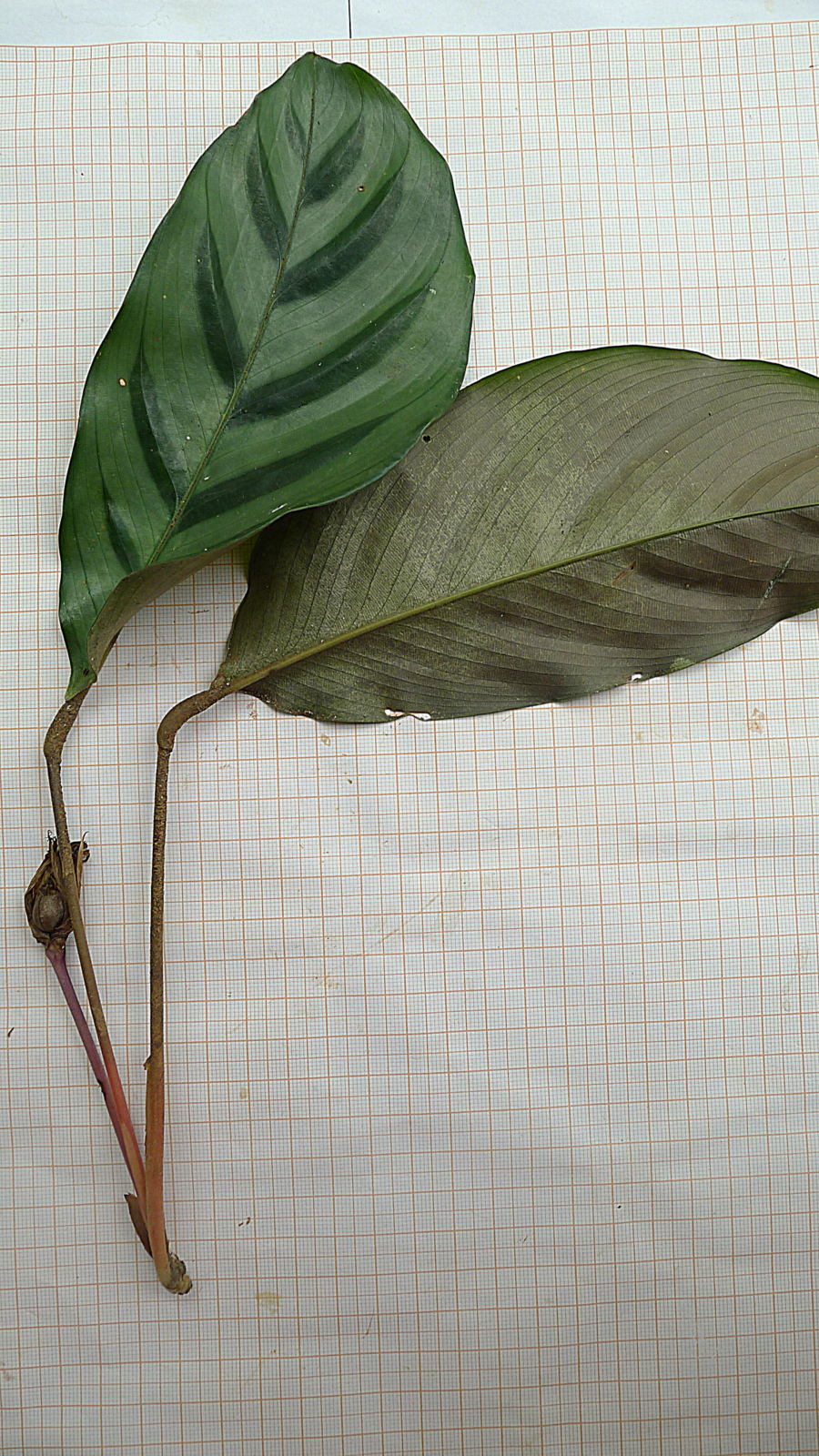
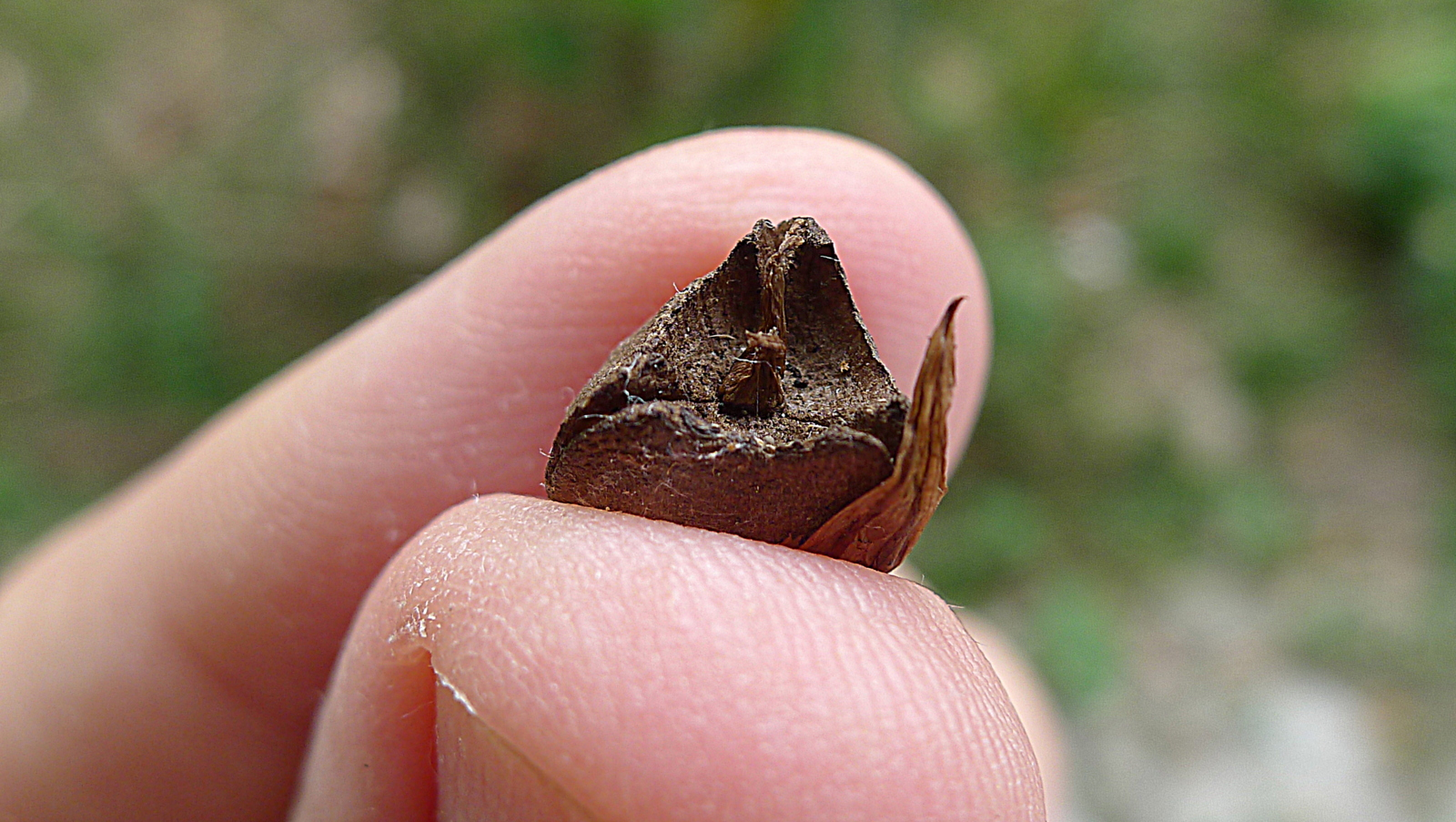
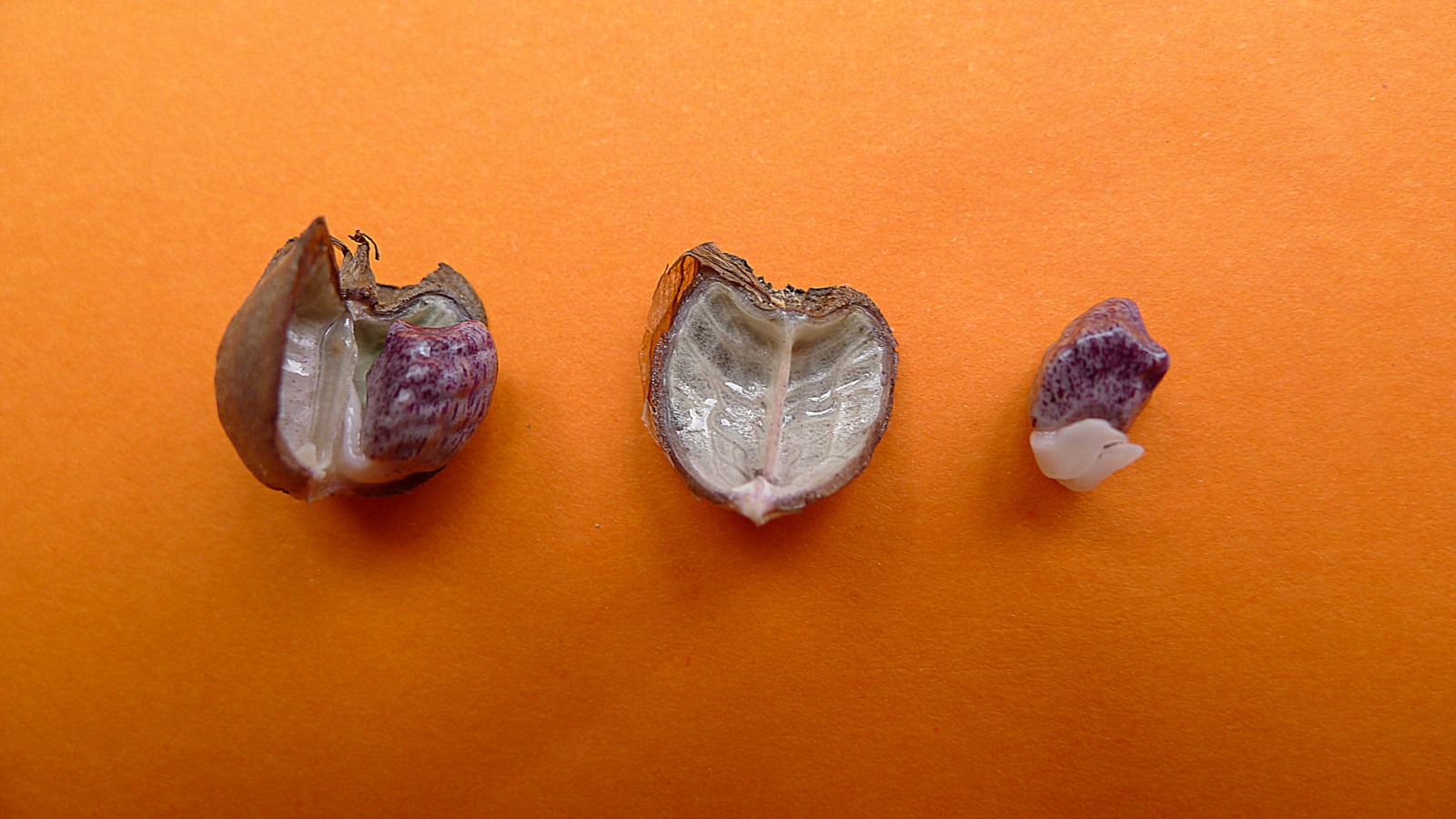
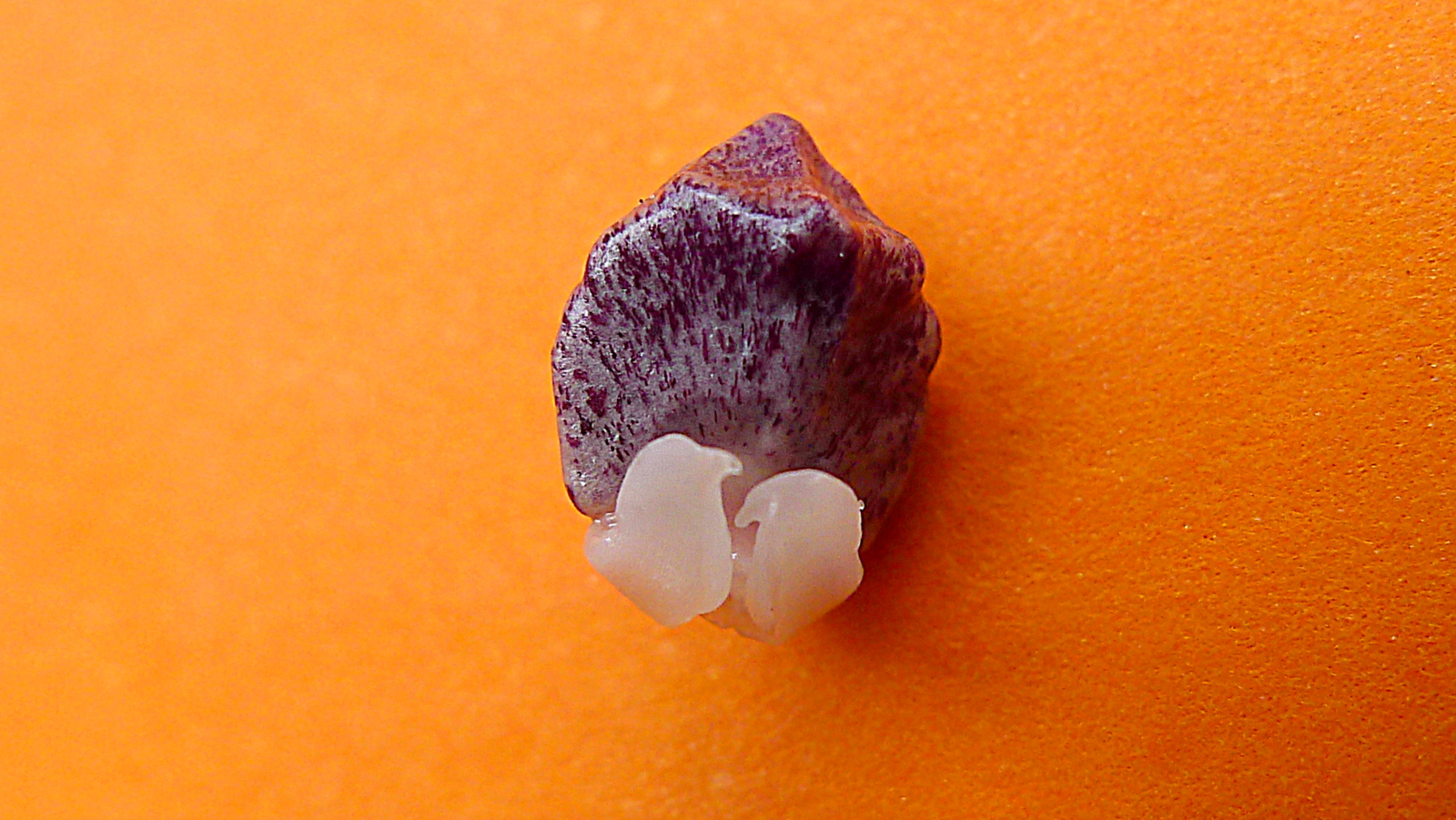